# Ligue universitaire de soccer du Québec
La Ligue universitaire de soccer du Québec  (LUSQ) est une organisation de soccer (football) au Québec. La LUSQ organise un championnat masculin et un championnat féminin. Elle est sanctionnée par Sport interuniversitaire canadien et par le Réseau du sport étudiant du Québec. La ligue est considérée comme le 2e niveau dans la pyramide de soccer féminin au Canada en dessous de la Super Ligue du Nord et de niveau équivalent à la Ligue1 Québec féminine .Chez les hommes, la ligue universitaire du Québec est considérée d'un niveau équivalent à ceux de la Ligue canadienne de soccer et de la Ligue1 Québec soit au 3e niveau dans la pyramide chez les hommes au Canada.

## Santé de la compétition
Le soccer universitaire québécois avec sept équipes chez les hommes, et huit équipes féminines se porte bien contrairement à plusieurs autres sports universitaires. L’apport de Québécois issus des différentes communautés ethniques québécoises et l’arrivée de plusieurs étudiants-athlètes venus de pays européens et africains y contribuent,. Plusieurs joueurs universitaires ont gradués dans les rangs professionnels de la NASL et de la USL Pro,. Du côté féminin, de nombreuses joueuses universitaires jouent dans la Ligue1 Québec féminineau cours de la période estivale de relâche scolaire.
Lors des matchs, l'affluence des supporteurs est en nombre croissant au cours des 5 dernières saisons, et ce tant au soccer universitaire masculin que féminin. La saison extérieure 2011 a connu une moyenne de 500 supporteurs par match. Rien de comparable toutefois au succès des foules de plusieurs milliers de partisans du football universitaire québécois.
Ces succès de la LUSQ ne saurait cacher l'exode de joueurs et joueuses québécois vers la NCAA américaine. Rares sont ceux qui une fois titulaires dans un club américain reviennent au bercail,,. Il n’y a pas encore au Québec l’équivalent des bourses des universités américaines pour les étudiants athlètes. Cela reste le point faible de la LUSQ. Le soccer universitaire québécois est un sport à statut amateur, mais les universités prennent généralement en charge les dépenses (scolarité, transport et hébergement) des joueurs et joueuses de leurs équipes sportives.

## Format du championnat

### Soccer extérieur
Les 14 matchs de la saison extérieure se déroulent aux mois de septembre et octobre. Les séries éliminatoires d'après-saison, soit les demi-finales et la finale, se tiennent au mois de novembre. Plus précisément, les séries se définissent par deux demi-finales entre les 4 meilleures équipes de la ligue, et par une finale entre les deux équipes gagnantes afin de couronner l'équipe québécoise victorieuse qui participera au Championnat universitaire canadien U Sports vers la fin de novembre.

### Soccer intérieur à 11 vers
Cette compétition hivernale regroupe 7 équipes issues des universités québécoises et ce tant chez les hommes que chez les femmes.
Les matchs de la saison du soccer intérieur se déroulent aux mois de janvier et février. Les séries éliminatoires d'après-saisons se déroulent au mois de mars où la meilleure équipe est couronnée championne québécoise. Par la suite se déroule en avril le championnat canadien au soccer universitaire intérieur.

### Soccer intérieur à 7
Cette compétition est récente et ne regroupe que quelques universités avec des collèges. Chez les hommes 10 équipes sont en compétition et 9 équipes chez les femmes. La saison intérieure est de 10 matchs de janvier à la mi-mars suivi de séries éliminatoires entre les 4 meilleures équipes au classement. Un champion québécois est déclaré à la fin des compétitions.

## Équipes de la ligue
Chaque club universitaire a une équipe masculine et une équipe féminine. L'université Bishop a seulement une équipe féminine au soccer.
| Université                            | Club                                 | Stade de soccer                                  | capacité      |
| ------------------------------------- | ------------------------------------ | ------------------------------------------------ | ------------- |
| Université Concordia                  | Stingers de Concordia                | Stade Concordia                                  | 4 000 sièges  |
| Université Laval                      | Rouge et Or                          | Stade de soccer PEPS                             | 10 200 sièges |
| Université du Québec à Montréal       | Citadins                             | terrain # 2 du Complexe sportif Claude-Robillard | 1 000 sièges  |
| Université McGill                     | Redbirds (hommes), Martlets (femmes) | Stade Percival-Molson                            | 25 012 sièges |
| Université Bishop's                   | Gaiters                              | Coulter Field                                    | 2 000 sièges  |
| Université de Montréal                | Carabins                             | CEPSUM                                           | 5 100 sièges  |
| Université du Québec à Trois-Rivières | Patriotes (UQTR)                     | Stade de l'UQTR                                  | 1 500 sièges  |
| Université de Sherbrooke              | Vert et Or                           | Stade de l'Université de Sherbrooke              | 3 359 sièges  |

## Champions des saisons

### soccer masculin extérieur
| Année | Champions LUSQ        | Résultats aux championnats canadien (U Sports)                               |
| ----- | --------------------- | ---------------------------------------------------------------------------- |
| 1972  | Université Loyola     |                                                                              |
| 1973  | Université Loyola     | Loyola : 1re place Champion Canadien                                         |
| 1974  | Stingers de Concordia |                                                                              |
| 1975  | Stingers de Concordia |                                                                              |
| 1976  | Stingers de Concordia | Concordia : 1re place Champion Canadien                                      |
| 1977  | Stingers de Concordia |                                                                              |
| 1978  | Redmen de McGill      |                                                                              |
| 1979  | Stingers de Concordia | Concordia : 3e place                                                         |
| 1980  | Redmen de McGill      | McGill : 2e place                                                            |
| 1981  | Redmen de McGill      | McGill : 1re place Champion Canadien                                         |
| 1982  | Redmen de McGill      | McGill : 1re place Champion Canadien                                         |
| 1983  | Redmen de McGill      | McGill : 2e place                                                            |
| 1984  | Redmen de McGill      | McGill : 4e place                                                            |
| 1985  | Stingers de Concordia | Concordia : 2e place                                                         |
| 1986  | Redmen de McGill      | McGill : 4e place                                                            |
| 1987  | Redmen de McGill      | McGill : 4e place                                                            |
| 1988  | Redmen de McGill      | McGill : 2e place                                                            |
| 1989  | Redmen de McGill      | McGill : 5e place                                                            |
| 1990  | Redmen de McGill      | McGill : 5e place                                                            |
| 1991  | Redmen de McGill      | McGill : 5e place                                                            |
| 1992  | Stingers de Concordia | Concordia : 5e place                                                         |
| 1993  | Vert et Or            | le Vert et Or : 1re place Champion Canadien                                  |
| 1994  | Vert et Or            | le Vert et Or : 5e place                                                     |
| 1995  | Patriotes de l'UQTR   | McGill : 5e place / les Patriotes de UQTR : 5e place                         |
| 1996  | Redmen de McGill      | McGill : 4e place                                                            |
| 1997  | Redmen de McGill      | McGill : 1re place Champion Canadien                                         |
| 1998  | Citadins de l'UQAM    | les Citadins: 3e place                                                       |
| 1999  | Redmen de McGill      | McGill : 4e place                                                            |
| 2000  | Redmen de McGill      | McGill : 4e place                                                            |
| 2001  | Patriotes de l'UQTR   | les Patriotes de UQTR : 5e place                                             |
| 2002  | Redmen de McGill      | McGill : 3e place                                                            |
| 2003  | Carabins              | les Carabins : 3e place / Concordia : 5e place                               |
| 2004  | Carabins              | les Carabins : 5e place / McGill : 2e place                                  |
| 2005  | Carabins              | les Carabins : 6e place / le Rouge et Or : 7e place                          |
| 2006  | Carabins              | les Carabins : 3e place / le Rouge et Or : 4e place                          |
| 2007  | Rouge et Or           | le Rouge et Or : 2e place / les Carabins : 7e place                          |
| 2008  | Carabins              | les Carabins : 3e place / le Rouge et Or : 4e place                          |
| 2009  | Rouge et Or           | Rouge et Or : 1re place Champion Canadien                                    |
| 2010  | Rouge et Or           | le Rouge et Or : 6e place / les Citadins : défaite en consolation            |
| 2011  | Carabins              | Redmen de McGill: 4e place / les carabins : défaite en consolation: 8e place |
| 2023  | Patriotes de l'UQTR   | les carabins: 2e place/ Patriotes de l'UQTR: 8e place                        |

### Soccer féminin extérieur
| Année | Champions LUSQ        | Résultats aux championnats canadien (U Sports)                        |
| ----- | --------------------- | --------------------------------------------------------------------- |
| 1985  | Vert et Or            | --------------------------------------------------------------------- |
| 1986  | McGill Martlets (en)  | --------------------------------------------------------------------- |
| 1987  | Vert et Or            | le Vert et Or obtient la 3e place                                     |
| 1988  | Stingers de Concordia | les Stingers obtiennent la 3e place                                   |
| 1989  | McGill Martlets (en)  | les Martlets obtiennent la 2e place                                   |
| 1990  | McGill Martlets (en)  | les Martlets obtiennent la 3e place                                   |
| 1991  | McGill Martlets (en)  | les Martlets obtiennent la 2e place                                   |
| 1992  | McGill Martlets (en)  | les Martlets obtiennent la 2e place                                   |
| 1993  | McGill Martlets (en)  | les Martlets obtiennent le 4e place/le Vert et or, la 5e place        |
| 1994  | McGill Martlets (en)  | les Martlets obtiennent la 5e place                                   |
| 1995  | McGill Martlets (en)  | les Martlets obtiennent la 4e place                                   |
| 1996  | Rouge et Or           | le Rouge et Or obtient la 5e place                                    |
| 1997  | Rouge et Or           | le Rouge et Or obtient la 4e place / les Martlets la 5e place         |
| 1998  | McGill Martlets (en)  | les Martlets obtiennent la 4e place                                   |
| 1999  | McGill Martlets (en)  | les Martlets obtiennent la 4e place                                   |
| 2000  | McGill Martlets (en)  | les Martlets obtiennent la 4e place                                   |
| 2001  | McGill Martlets (en)  | les Martlets obtiennent la 2e place                                   |
| 2002  | Rouge et Or           | le Rouge et Or obtient la 3e place                                    |
| 2003  | McGill Martlets (en)  | les Martlets obtiennent la 3e place / le Rouge et Or la 4e place      |
| 2004  | McGill Martlets (en)  | les Martlets obtiennent la 2e place / les carabins la 4e place        |
| 2005  | McGill Martlets (en)  | les Martlets obtiennent la 3e place                                   |
| 2006  | McGill Martlets (en)  | les Martlets obtiennent la 6e place                                   |
| 2007  | Rouge et Or           | le Rouge et Or obtient la 5e place / les Carabins la 6e place         |
| 2008  | Carabins              | les Carabins obtiennent la 3e place                                   |
| 2009  | Carabins              | les Carabins obtiennent la 2e place                                   |
| 2010  | Carabins              | les Carabins obtiennent la 4e place / le rouge et Or la 5e place      |
| 2011  | Carabins              | les Carabins sont finalistes, 2e place                                |

### Soccer masculin intérieur 11 X 11
| Année | Champions          |
| ----- | ------------------ |
| 2008  | Carabins           |
| 2009  | Citadins de l'UQAM |
| 2010  | Rouge et Or        |
| 2011  | Patriotes (UQTR)   |
| 2012  | Patriotes (UQTR)   |

### Soccer féminin intérieur 11 X 11
| Année | Champions   |
| ----- | ----------- |
| 2008  | Rouge et Or |
| 2009  | Rouge et Or |
| 2010  | Carabins    |
| 2011  | Carabins    |
| 2012  | Vert et Or  |

### Soccer masculin intérieur 7 X 7
| Année | Champions                                |
| ----- | ---------------------------------------- |
| 2008  | Collège FX Garneau                       |
| 2009  | Collège F-X. Garneau                     |
| 2010  | Université du Québec à Chicoutimi (UQAC) |
| 2011  | Collège Lionel-Groulx                    |
| 2012  | Collège F-X. Garneau                     |

### Soccer féminin intérieur 7 X 7
| Année | Champions             |
| ----- | --------------------- |
| 2010  | Collège F.-X. Garneau |
| 2011  | Collège F.-X. Garneau |
| 2012  | Collège F.-X. Garneau |

## Joueurs notables

### Hommes
- Hicham Aaboubou
- Marc-André Bonenfant
- Jim Corsi
- Vincent Cournoyer
- Nafi Dicko-Raynauld
- Gerardo Argento [37],[38],[39]
- Serge Topalian[40]
- Julien Priol[41],[42]
- Maël Demarcy
- Patrick Godin
- Hugo Delmaire
- Laurent Parizeau[43]
- Julien Cohen-Arazi
- Gabriel de Foresta
- Adam Dahou
- Aly Sarr
- Augustin Nechad[44],[45]
- Jean-Jacques Seba[46]
- Ugo Robard[47]
- Jean-Philippe Roberge-Marin
- Kane Limamoulaye
- Guillaume Surot
- Ibrahim Baldeh
- Christian Nuñez (en) [48]
- Hugo-Pierre Marcotte
- Woodler Elie Blaise[49]
- Peter Thierry Eustache
- Pascal Aoun[50]
- Anasse Brouk
- Boubacar Diallo
- Kerfalla Kourouma[51]
- Alhassane Fox[52]
- Herizo Frédéric Ramampiandra
- Oumar Balla Sow
- Nawar Hanna[53]
- Sami Sreis
- Guillaume Couturier[54]
- Lorenzo Borella[55],[56],[57]
- Patrick Bédard[58]
- Jocelyn Roy[59],[60]
- Nicolas Moussavou Lesage[58]
- Simon Therrien[58]
- Gabriel-Nicolas Gagné-Marcotte
- Eric Parent
- Nicolas Benoît

### Femmes
- Sandra Couture
- Josée Bélanger
- Sophie Drolet
- Maroua Chebbi
- Caroline Vaillancourt [61],[62],[63]
- Francine Brousseau[64],[65],[66],[67]
- Véronique Maranda [68],[69],[70]
- Émilie Mercier [71],[72]
- Véronique Laverdière[73]
- Andréanne Gagné[74],[75],[76]
- Annie Caron[77]
- Luce Mongrain[78]
- Natalie Ioanidis[79]
- Arielle Roy-Petitclerc
- Gabrielle Lapointe

## sites web des équipes universitaires de soccer
- (en) Stingers de Concordia (hommes) de l'Université Concordia
- (en) Stingers de Concordia (femmes) de l'Université Concordia
- Rouge et Or (hommes) de l'Université Laval
- Rouge et Or (femmes) de l'Université Laval
- Citadins (hommes) de l'Université du Québec à Montréal
- Citadins (femmes) de l'Université du Québec à Montréal
- (en) Redmen de McGill (hommes) de l'Université McGill
- (en) Martlets de McGill (femmes) de l'Université McGill
- (en) Gaiters (femmes) de l'Université Bishop
- Carabins (hommes) de l'université de Montréal
- Carabins (femmes) de l'Université de Montréal
- Patriotes (hommes) de l'université du Québec à Trois-Rivières
- Patriotes (femmes) de l'Université du Québec à Trois-Rivières
- Vert et Or (hommes et femmes) de l'Université de Sherbrooke